# Dekanat paryski północno-wschodni
Dekanat paryski północno-wschodni – jeden z 13 dekanatów Arcybiskupstwa Zachodnioeuropejskich Parafii Tradycji Rosyjskiej Patriarchatu Moskiewskiego. Dziekanem jest ks. André Drobot.

## Parafie
W skład dekanatu wchodzi 10 parafii:
- Parafia Chrystusa Zbawiciela w Asnières
- Parafia św. Serafina z Sarowa w Chelles
- Parafia św. Mikołaja w Cormeilles-en-Parisis
- Parafia katedralna św. Aleksandra Newskiego w Paryżu
- Parafia św. Sergiusza z Radoneża w Paryżu
- Parafia Trójcy Świętej w Paryżu
- Prawosławny punkt duszpasterski Zwiastowania Bogurodzicy w Paryżu (mołdawskojęzyczny)
- Parafia Świętych Czworga Nowych Męczenników Paryskich w Saintines
- Parafia Spotkania Pańskiego w Saint-Prix
- Parafia św. Mikołaja w Troyes